# Посмертная маска Александр Пушкина
Посмертная маска Александра Сергеевича Пушкина — гипсовый слепок с лица умершего поэта, изготовленный в день его смерти.

## Изготовление

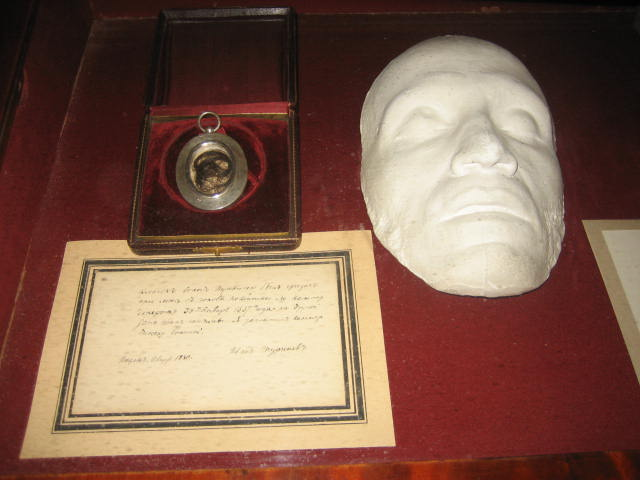
Посмертная маска и прядь волос Пушкина в музее Пушкина на Мойке, 12, Санкт-Петербурге

Изготовление маски производилось под наблюдением скульптора С. И. Гальберга. Это засвидетельствовано в письме П. А. Плетнёва В. Г. Теплякову:

П. А. Плетнёв:

Перед тою минутою, как ему глаза надобно было на веки закрыть, я поспел к нему. Тут были и Жуковский с Михаилом Виельгорским, Даль (доктор и литератор), и ещё не помню кто. Такой мирной кончины я вообразить не имел прежде. Тотчас отправился к Гальбергу. С покойника сняли маску, по которой приготовили теперь прекрасный бюст.— цит. по работе Февчук Л. П.
Мария Каменская, дочь графа Ф. П. Толстого, в описании своей встречи с Плетнёвым в день смерти Пушкина свидетельствует, что непосредственно снятием маски занимался формовщик-литейщик Балин, которого пригласил её отец:

М. Ф. Каменская:

Всё кончено! Александр Сергеевич приказал вам долго жить! — проговорил он [Плетнёв] едва слышно, отирая перчаткой слезу… Пожалуйста, граф, поскорее пришлите снять маску! Да приезжайте! — почти закричал Плетнёв и, повернув извозчика, куда-то ускакал. А отец мой со мной перебежал Неву домой, сейчас же послал за литейщиком Балиным, который жил против ворот Академии по четвёртой линии, и отправил его снимать маску с Пушкина. Балин снял её удивительно удачно.— цит. по М. А. Рыбакову
Хорошо известны копии маски, изготовленной Балиным и Гальбергом, они хранятся в музеях Пушкина, краеведческих музеях, библиотеках.

## Копии первого отлива
Наибольшую ценность представляют маски первого отлива, изготовленные непосредственно с отпечатка лица в гипсе. Из письма Н. И. Любимова к М. П. Погодину от 22 февраля 1837 года известно, что таких копий было изготовлено не более 15, все они были заказаны В. А. Жуковским и вскоре розданы.
Достоверно известно местонахождение лишь пять масок первого отлива:
- Экземпляр, принадлежавший графине Е. Ф. Тизенгаузен, дочери Е. М. Хитрово и внучке М. И. Кутузова, находится в Москве, в музее А. С. Пушкина.
- В этом же музее хранится ещё один экземпляр, переданный в 1920-х годах из Парижа основателем первого в мире музея Пушкина коллекционером А. Ф. Онегиным. Онегин получил эту маску от П. В. Жуковского, сына поэта В. А. Жуковского.
- Экземпляр в библиотеке Тартуского университета.
- Маска, принадлежавшая коллежскому асессору Ивану Артемьевичу Соколову[2], находится в Оренбургском областном краеведческом музее.
- Маску передал в музей Пермской школы № 9 им. А.С. Пушкина её ученик Ронзин Дмитрий Владимирович.

Другие экземпляры первого отлива утрачены или их местонахождение неизвестно. Один из них принадлежал Н. Н. Ге, он был получен художником от Т. Б. Семечкиной, племянницы К. К. Данзаса; ещё один был передан В. А. Жуковским кишинёвскому другу Пушкина В. П. Горчакову. О маске, принадлежавшей Горчакову, известен отзыв профессора Д. Н. Анучина:

…лучшая [маска], какую нам пришлось видеть, была выставлена на московской юбилейной выставке [1899 г.] А. И. Свечиным, родственником В. П. Горчакова […] Черты лица на этой маске выступают отчётливо; смерть и болезнь не наложили ещё на них своего удручающего отпечатка.— 
Другие маски первого отлива, по предположению Л. П. Февчук, принадлежали С. Л. Пушкину, П. В. Нащокину, Е. А. Баратынскому, барону М. Н. Сердобину, Н. И. Любимову, М. П. Погодину и С. П. Шевырёву.

## Другие копии
В 1898 году профессор Киевского Императорского университета св. Владимира В. А. Удинцев познакомился в Париже с коллекционером А. Ф. Онегиным. Онегин сообщил, что у него находится одна из посмертных масок Пушкина, с которой воспроизведены копии. Удинцев, вернувшись в Киев, 21 августа 1898 г. написал заявление в Правление университета с предложением обратиться к коллекционеру с просьбой пожертвовать одну маску поэта Университету св. Владимира, и 3 сентября в Париж было отправлено письмо. Ответ на имя ректора Ф. Я. Фортинского пришёл в апреле следующего года:

А. Ф. Онегин:

Многоуважаемый Фёдор Яковлевич 

Сегодня 2 (14) апреля отправил я большою скоростью на Ваше имя — в Университет — большой ящик […] с 17-ю масками с лица А. С. Пушкина. Отправил его именно к Вам, как к первому из обратившихся ко мне с заявлением желания получить маску Пушкина для вверенного Вам Университета […]
— 
Далее в письме Онегин выразил просьбу передать экземпляры маски в разные места по списку:
- В Санкт-Петербургский университет — ящик с 5 масками, из них передать 4:
  - Александровскому лицею;
  - Училищу правоведения;
  - Академии Наук;
  - Публичной библиотеке;
- В Московский университет — ящик с 2 масками
  - одна из них — Румянцевскому музею;
- Одесскому университету;
- Харьковскому университету;
- Казанскому университету
- Томскому университету;
- Варшавскому университету;
- Юрьевскому университету;
- Гельсингфорскому университету;
- Нежинскому Историко-филологическому институту;
- Ярославскому (Демидовскому) юридическому лицею.

Посылка Онегина была получена, и маска Пушкина, предназначенная Киевскому университету, экспонировалась на выставке, посвящённой 100-летию со дня рождения Пушкина в Киеве. Ректор университета предложил в 1900 году послать Онегину экземпляр изданного Университетом сборника «Памяти Пушкина». Правление Университета также выполнило просьбу коллекционера о посылке масок по указанным им адресам, о чём свидетельствуют благодарственные письма, присланные в Университет.